# 社会主义者纪念地

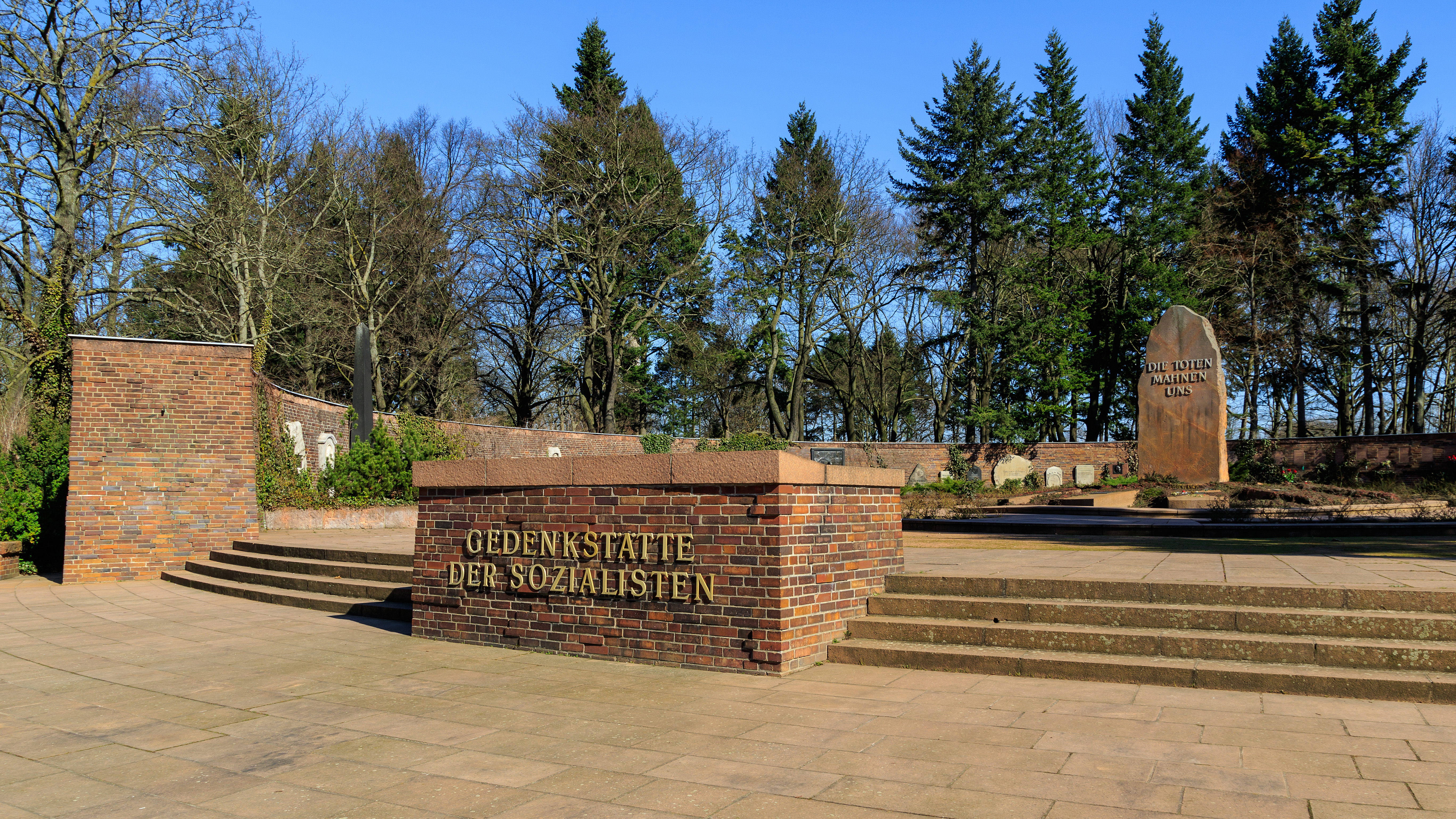
社会主义者纪念地

社会主义者纪念地（德語：Gedenkstätte der Sozialisten）是德国柏林腓特烈斯费尔德中央公墓内的一个墓园和纪念场所。该场所于1951年正式启用，在德意志民主共和国时期，它与毗邻的“佩戈伦路径墓区”共同作为社会主义事业功勋人士的荣誉公墓。它延续了腓特烈斯费尔德中央公墓作为工人运动成员的墓地的传统，这一传统始于19世纪末。
社会主义者纪念地中央有一座高耸、石碑状的纪念碑，由长石英斑岩制成，碑旁配有12块石板，镌刻着工人运动的著名领袖的名字，其中包括：卡尔·李卜克内西、罗莎·卢森堡、恩斯特·台尔曼、鲁道夫·布赖特沙伊德和弗兰茨·梅林。